# اوبرهارتس (زامتگمایند)
اوبرهارتس (زامتگمایند) (به آلمانی: Samtgemeinde Oberharz) یک منطقهٔ مسکونی در آلمان است که در گوسلار واقع شده‌است. اوبرهارتس ۱۵٬۷۶۹ نفر جمعیت دارد.